# Rádió 1
Rádió 1 – węgierska ponadregionalna stacja radiowa adresowana przede wszystkim do młodzieży.

## Częstotliwości
- Budapeszt – FM 96,4 MHz
- Baja – FM 94,3 MHz
- Balaton – FM 105,7 MHz
- Békéscsaba – FM 88,9 MHz
- Debreczyn – FM 95,0 MHz
- Dunaföldvár – FM 106,5 MHz
- Eger – FM 101,3 MHz
- Győr – FM 103,1 MHz
- Komló – FM 99,4 MHz
- Miszkolc - FM 96,3 MHz[1]
- Nyíregyháza – FM 91,1 MHz
- Orosháza – FM 90,2 MHz
- Paks – FM 107,5 MHz
- Pecz – FM 90,6 MHz
- Szekszárd – FM 91,1 MHz